# Жанадар'їнський сільський округ
Жанада́р'їнський сільський округ (каз. Жаңадария ауылдық округі, рос. Жанадарьинский сельский округ) — адміністративна одиниця у складі Жалагаського району Кизилординської області Казахстану. Адміністративний центр та єдиний населений пункт — село Жанадар'я.
Населення — 546 осіб (2021; 882 у 2009, 1222 у 1999, 2593 у 1989).
Станом на 1989 рік існувала Жанадар'їнська сільська рада (села Акколка, Жанадар'я, Тасшоки). Станом на 1999 та 2009 роки села Сатбай (колишнє село Акколка) та Тасшоки входили до складу Маденієтського сільського округу. Село Сатбай було ліквідовано 2015 року.

## Склад
До складу округу входять такі населені пункти:
| Населений пункт | Колишні назви | Населення, осіб (1989) | Населення, осіб (1999) | Населення, осіб (2009) | Населення, осіб (2021) |
| --------------- | ------------- | ---------------------- | ---------------------- | ---------------------- | ---------------------- |
| Жанадар'я, село | -             | 1599                   | 1018                   | 691                    | 546                    |
| Сатбай, село    | Акколка       | 362                    | 204                    | 191                    | -                      |
| Тасшоки, село   | -             | 632                    | -                      | -                      | -                      |